# Store Lungegårdsvannet
Le Store Lungegårdsvannet (littéralement « Grand lac de la ferme de Lunge ») est une baie située dans la ville de Bergen (Norvège), au fond du Puddefjord. Il sépare le centre-ville, notamment le quartier de Bergenhus, des quartiers périphériques de Fana, Årstad et Ytrebygda.

## Histoire
Comme le Lille Lungegårdsvannet, auquel il était relié jusqu'en 1926, il tire son nom du domaine possédé par un noble Danois, Vincens Lunge. Auparavant, il était connu sous le nom d'Alrekstadvagen, en référence à la ferme royale d'Alrekstad.
Dès les années 1930, la baie a constitué un site récréatif pour les habitants de Bergen, avec des plages et des ports. À partir des années 1950, des portions du lac ont été comblées, surtout sur la rive nord, pour augmenter la surface de terrains constructibles de la ville.

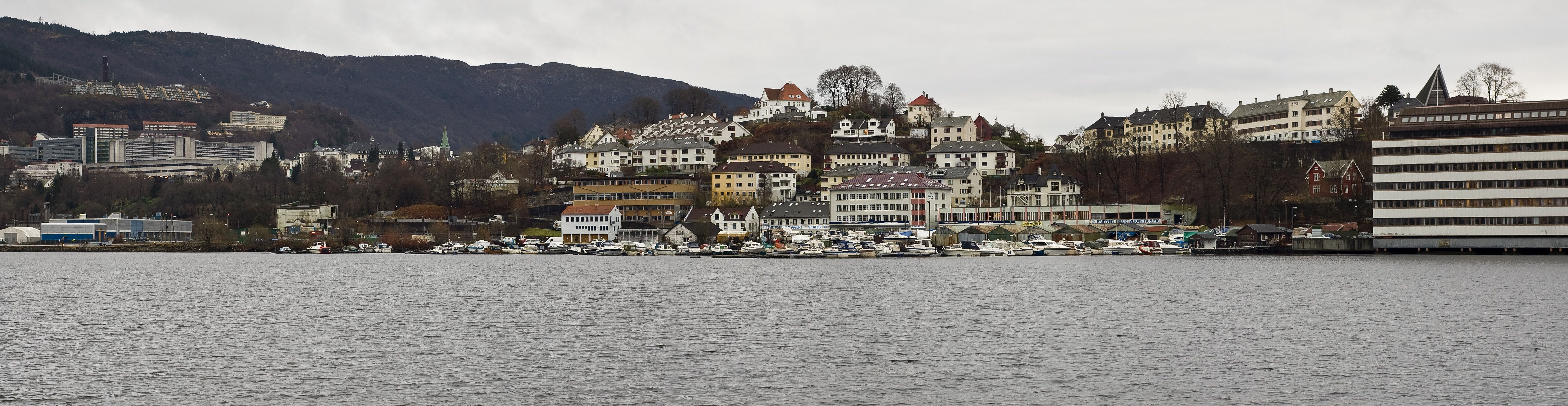
Panorama de la rive sud du Store Lungegaardsvannet.